# Stockholms länsförbund för krishantering
Stockholms läns försvarskommitté SLFK (Stockholms läns försvarskommitte fram till 2006), som bildades 1941, är en regional samarbetsorganisation för frivilligt krisberedskapsarbete inom Stockholms län.